# Гиндорф
Гиндорф (нем. Gindorf) — община в Германии, в земле Рейнланд-Пфальц. 
Входит в состав района Айфель-Битбург-Прюм. Подчиняется управлению Кильбург.  Население составляет 332 человека (на 31 декабря 2010 года). Занимает площадь 6,54 км².